# Ostslowakisches Tiefland

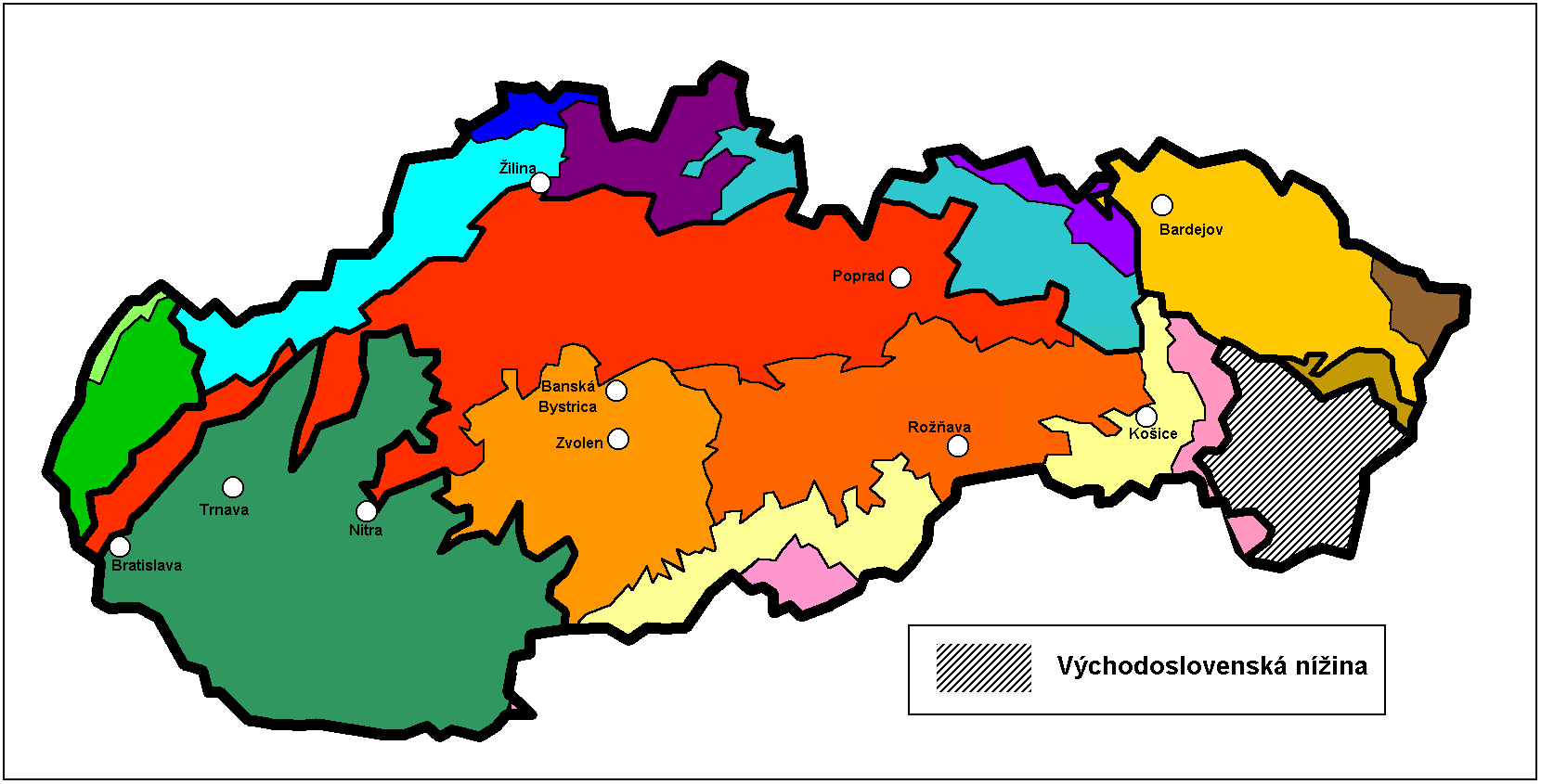
Das Ostslowakische Tiefland innerhalb der Geomorphologischen Einteilung der Slowakei

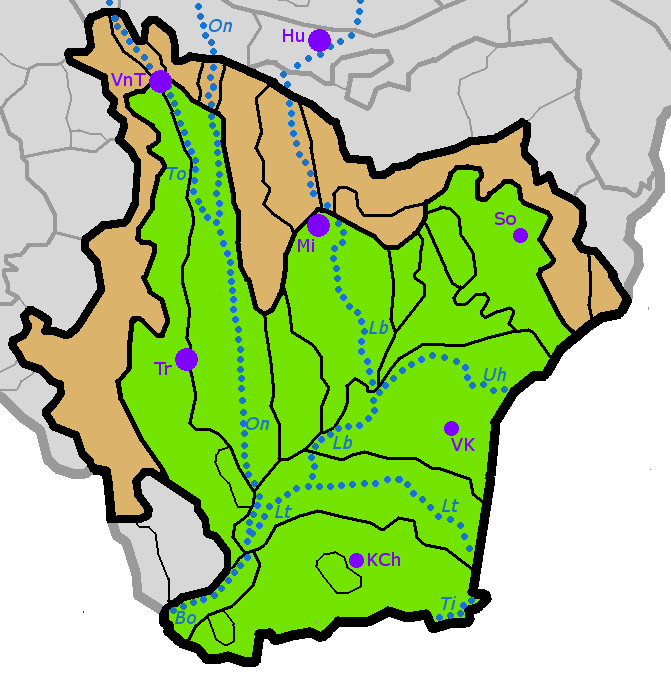
Ostslowakische Ebene
Ostslowakisches Hügelland

Das Ostslowakische Tiefland (Východoslovenská nížina) ist die Bezeichnung des Teils der Großen Ungarischen Tiefebene, der auf dem Gebiet der Slowakei liegt. Sie ist Teil des eurasischen Steppengürtels einer großen Vegetationszone.
Es befindet sich im Südosten des Landes und entspricht weitgehend der traditionellen Region „Unter-Semplin“. Seine tiefsten Stellen haben Höhen von 90 bis 100 Metern über dem Meer. Es gliedert sich in zwei große Untereinheiten: die Ostslowakische Ebene (Východoslovenská rovina) und das sich westlich und nördlich anschließende Ostslowakische Hügelland (Východoslovenská pahorkatina).

## Zur Abgrenzung des Tieflands
Die Ebene – die im Ungarischen Alföld genannt wird und hauptsächlich von Nebenflüssen der Theiß und des Bodrog entwässert wird – erstreckt sich von den Slanské vrchy nach Osten (Trebišov, Michalovce).
Geomorphologisch und auf dem Satellitenbild erscheint die Ostslowakische Tiefebene als nordöstlicher Ausläufer des Alföld, dessen Paralleltäler im Bereich nördlich der Dreiländerecke (Medzibodrožie, Bodrogköz) seitlich eingeengt sind.
Verwaltungstechnisch gehört der slowakische Teil der Tiefebene überwiegend zum Landschaftsverband Košický kraj (Umgebung von Kaschau), und nur kleine Teile zum nördlich anschließenden Prešovský kraj (südöstliche Umgebung der Stadt Vranov nad Topľou).

## Flüsse
Abgesehen vom Einzugsgebiet des Flusses Poprad, wird fast die gesamte Ostslowakei über die Tiefebene nach Süden zu Theiß und Donau entwässert.
Die Hauptflüsse des Ostslowakischen Tieflands sind die Ondava und die Latorica. Die südwärts fließenden Latorica und Ondava vereinigen sich zum Bodrog, der etwa 40 km jenseits der ungarischen Grenze bei Tokaj in die Theiß mündet.

## Das Klima und die zwei großen Badeseen
Beim Klima herrscht der kontinentale Charakter vor: trocken-heiße Sommer und feucht-kalte Winter. An den hügeligen Rändern der Tiefebene liegt zwar etwa 100 Tage im Jahr Schnee, doch ist das Januar-Monatsmittel der Lufttemperatur in tieferen Lagen nur knapp unter Null. Im Juli und August können Tagesschnitte von 30 °C überschritten werden.
Von Košice in Richtung zur Ukraine beträgt die Sonnenscheindauer ungewöhnlich lange 2.000 bis 2.300 Stunden pro Jahr, was auch dem Tourismus am großen Badesee Zemplínska šírava zugutekommt.